# Firefly (telessérie)
Firefly é uma série dos gêneros space western e drama criada pelo escritor/diretor Joss Whedon, criador de Buffy: A Caça Vampiros, Angel e Dollhouse, com sua companhia de produção Mutant Enemy Productions. Seu ambiente futurista naturalista, modelado a partir de temas dos filmes de Western tradicionais, apresenta um cenário de ficção científica atípico para a narrativa. Whedon também trabalhou como produtor executivo, junto com Tim Minear.
Firefly estreou nos Estados Unidos e Canadá na emissora FOX em 20 de setembro de 2002. Ela foi cancelada após somente onze dos catorze episódios produzidos terem ido ao ar. Apesar do relativo curto período de existência da série, apresentou boas vendas quando foi lançada em DVD, e desenvolveu uma impressionante base de campanhas de suporte criadas pelos fãs. Ganhou um Emmy em 2003 por "Efeitos Visuais Especiais Extraordinários para uma Série". O sucesso pos-exibição do show na TV levou Whedon e a Universal Pictures a produzir um filme baseado na série, intitulado Serenity em homenagem a nave espacial ficcional da classe "Firefly" apresentada no programa.
A história da série se passava no ano de 2517, após a chegada dos humanos em um novo sistema solar, e segue as aventuras da tripulação renegada da Serenity, uma nave espacial classe Firefly. O elenco principal retrata os nove personagens que moram na Serenity. Whedon vendeu a ideia da série como "nove pessoas olhando dentro da escuridão do espaço e vendo nove coisas diferentes". O programa explora as vicissitudes de pessoas que lutaram no lado perdedor de uma guerra civil, e também a cultura pioneira que existe na borda do sistema solar. Além disso, é um futuro onde somente dois super-poderes sobreviventes, os Estados Unidos e a China, fundiram-se para formar o governo federal central, chamado de Aliança, resultando na fusão das duas culturas também. De acordo com Whedon, nada mudou no futuro: existem mais pessoas com tecnologia mais avançada, mas eles ainda têm os mesmos problemas políticos, morais e éticos.

## Produção

### Gênese
Whedon desenvolveu o conceito do show após ler "The Killer Angels", um romance sobre a Batalha de Gettysburg durante a Guerra de Secessão. Ele gostaria de seguir as pessoas que haviam lutado no lado perdedor da guerra e suas experiências posteriores como pioneiros e imigrantes nos limites da civilização, muito como a cultura da era de Reconstrução pós-Guerra de Secessão e do Velho Oeste Americano.
 Tinha a intenção de ser “um drama tipo Stagecoach com muitas pessoas tentando encontrar suas vidas em um ambiente pioneiro e desolado.” Whedon queria desenvolver um programa sobre a natureza tangível da vida, um programa onde a existência era mais física e mais difícil. Quando acabou de ler The Killer Angels, Whedon leu um livro sobre soldados guerrilheiros judeus na Segunda Guerra Mundial, que também o influenciou. Whedon queria criar alguma coisa para tv que era mais focada nos personagens e mais corajosa do que a ficção científica moderna. Ficção científica na TV, ele achava, havia tornado-se muito inocente e ilustre.
Whedon queria dar um nome ao show que indicasse movimento e poder, e sentiu que firefly possuía ambos. O relativo significado insignificante da palavra poderosa, Whedon sentia, adicionava ao seu encantamento. Ele eventualmente resolveu criar uma nave baseada na imagem de um vaga lume (firefly).

### Formato
Durante a filmagem do episódio piloto, Whedon ainda estava discutindo com a FOX para apresentar a série em formato widescreen. Consequentemente, ele deliberadamente filmou cenas com os atores nas bordas extremas em ambos os lados para que a emissora não tivesse escolha. Entretanto, o piloto foi rejeitado pelos executivos da FOX, que sentiram que faltava ação no episódio e que o capitão era muito “duro”. Eles também não gostaram de uma cena em que a tripulação se sujeitou a um líder criminoso, já que a cena implicava que a tripulação eram “uns Zé ninguéns”. Devido a isso, a FOX avisou Whedon em uma tarde de sexta-feira que ele tinha que enviar um novo script para o piloto na segunda-feira ou a série não seria feita. Whedon e Tim Minear entraram em reclusão no fim de semana para escrever o que se tornaria o novo piloto, “The Train Job”. Nesse novo piloto, o capitão era mais “feliz” e, por ordens da FOX, adicionaram personagens “maiores que a vida.”
 Essas personagens se manifestaram como o capanga “Crow”, e os homens de “mãos azuis” (“hands of blue” man), que também introduziu um final tipo X-Files.
Para o novo piloto, a FOX deixou claro que não iria exibir os episódios em formato widescreen. Whedon e companhia  sentiram que tinham que “servir dois mestres” já que filmavam em widescreen para o futuro lançamento do DVD, mas mantendo os objetos em quadro para que ainda funcionasse quando lançado em formato pan and scan full frame. Para dar a audiência uma sensação imediata e imersiva, os episódios foram filmados em estilo documentário com câmeras portáteis de mão, os dando uma sensação de “imagens encontradas”, com objetos intencionalmente fora de foco e fora de quadro. Como Whedon disse: “...não seja engenhoso, não seja genérico – seja encontrado, seja cru e tremido e docu[mentário] e você chega lá”. Cenas geradas por computador imitavam os movimentos de câmeras portáteis a mão. Entretanto, esse estilo não era usado em cenas que envolviam o governo central, a Aliança. Câmeras montadas e estacionárias eram usadas para mostrar a esterilidade desse aspecto no universo de Firefly.
Tomadas exteriores de ação ocorrendo no espaço sideral realisticamente não apresentavam efeitos de som, uma abordagem que entrava em contraste com muitos filmes e séries televisivas de ficção científica. Esse estilo de efeitos especiais foi desenvolvido pela Zoic Studios, a companhia responsável pelos efeitos especiais em ‘’Firefly’’. Depois do cancelamento de ‘’Firefly’’, Zoic Studios trabalhou nos efeitos especiais na reimaginação da série Battlestar Galactica. Na mini-série introdutória de Battlestar Galáctica, a Serenity pode ser vista voando por cima de uma cidade em uma cena.

### Design do cenário
A diretora de arte Carey Meyer construiu a nave Serenity como um cenário completo em duas partes (uma para cada nível), com tetos e luzes práticas instaladas como parte do cenário para que as câmeras os utilizassem, junto com partes móveis.
 O cenário em duas partes também permitiu que a segunda unidade filmasse em uma sessão enquanto os atores e a primeira unidade trabalhavam, sem serem interrompidos, na outra. Como Whedon relembrou: “...você podia puxar para o lado ou mover alguma coisa enorme, podendo entrar dentro ou ao redor de qualquer coisa. Isso significava que o ambiente trabalhava em nosso favor e não havia muitos ajustes que precisavam ser feitos”. Havia outros benefícios desse design do cenário. Um deles era que permitia os telespectadores sentirem que estavam mesmo em uma nave. Para Whedon, o design da nave era crucial para definir o espaço conhecido para o telespectador, e que não havia “cento e catorze deques e um holodeck e um bufe “tudo que você possa comer” no fundo.” Ele queria transmitir que a nave era utilitária e que era “batida mas continuava e no final das contas, era o lar.” Além disso, cada quarto representava uma emoção ou personagem, normalmente transmitida pela cor da tinta do quarto. Whedon também foi muito  perspicaz em utilizar espaço vertical; logo, fazer com que os quartos da tripulação fossem acessados por meio de escadas era importante. Outro benefício do design do cenário era de que ele permitia que os atores permanecessem no momento e interagissem, sem ter que parar após cada tomada e recomeçar para a próxima. Isso contribuiu para o estilo documentário que Whedon tanto queria.
O cenário teve várias influências, incluindo portas de correr e pequenos cubículos remanescentes dos hotéis japoneses. Artista Larry Dixon notou que as paredes do compartimento de carga são “remanescentes de designs orientais sobrepostos, entrelaçados, claramente nos lembrando da ambientação da Aliança Americano-Chinesa enquanto artisticamente formando um plano padronizado para referencias sobre a história do universo da série.” Dixon também nota como o design do cenário contribuiu para a narração da história através do uso de cor, profundidade e composição, iluminação, e também com o uso de sombras padronizadas e diagonais.
O pequeno orçamento do programa foi outra razão para usar a nave para a maior parte da narração da história. Quando os personagens saíam da nave, todos os mundos tinham atmosfera e cor parecida com a Terra porque o programa não tinha como pagar o design de mundos alienígenas. “Eu não queria ir à Yucca Flats em cada episódio e o transformar em um Mundo Bizarro transformando o céu em laranja”, lembrava Whedon. Como Meyer também lembrava: “Eu acho que no final deu a impressão de que acabamos usando muito dos lugares ou exteriores que passavam aquela sensação de Western, e nos não necessariamente queríamos ir nessa direção; mas em um certo ponto, acabou se tornando o menor de dois maus—o que nós realmente poderíamos criar em três dias?”

### Música
A canção tema, "The Ballad of Serenity", foi escrita por Joss Whedon e cantada por Sonny Rhodes. Whedon escreveu a música antes do programa ser aceito pela emissora e uma gravação preliminar cantada por Whedon pode ser encontrada no DVD da série. A trilha sonora da série foi lançada em CD em 8 de novembro de 2005 por Varèse Sarabande. As músicas representavam a fusão cultural representada no programa. Música Western misturada com influências asiáticas produziu a atmosfera do pano de fundo do seriado. Como um crítico afirmou:
| “ | Música antiga do futuro — os rugidos perto da fogueira e rouquenhos cawboys misturados com a suave, pensativa cultura asiática e, ocasionalmente, uma trombeta fria e imperial, anunciando a presença estrutural ominosa de um governo controlador. Completamente emocionante | ” |

Greg Edmonson compôs as músicas da série. Ele afirmou que escreveu para a emoção do momento. Entretanto, uma crítica declarou que ele também escreveu para os personagens. Ela continuou afirmando que: "...Edmonson desenvolveu uma coleção especializada de simbolismo musical para a série..." Para ajudar a ilustrar a coleção, ela deu vários nomes as  "assinaturas" chave, notando que "Serenity" lembra o tema do programa e é usada quando a tripulação retorna a nave, ou quando eles se encontravam clandestinamente; era "o som do lar." O deslizar da guitarra e o violino usado nessa música são instrumentos portáteis e que se acomodam ao estilo de vida da tripulação:"...a música que eles fazem usam tons que são tocados no campo aberto, por pessoas que estavam a centenas de milhas de distância no dia anterior. Serenity conjura o estilo de vida nômade que  a tripulação vive e destaca o aspecto western do seriado." Outra assinatura emocional era o "Sad Violin". Foi usado no final da Batalha do Vale Serenity, mas também ajudou a preparar a piada de quando Mal disse a Simon que Kaylle havia morrido no episódio piloto "Serenity" O momento mais memoravel do uso do "Sad Violin", entretanto, é no final do espisódio "The Message", quando a tripulação lamentou pela morte de Tracey. Essa também foi a última cena do último episódio que os atores filmaram, e então foi visto por eles, e por Edmonson, como o adeus de Firefly. Para denotar o perigo iminente, "Peril" foi usada, que é um "pulso baixo, como uma batida de coração, com harmonias profundas e cordas baixas." A crítica também notou assinaturas para os personagens. O criminoso Niska tinha sua própria assinatura: Melodias do Oriente Medio ou da Europa Oriental juntas com um som grave. A assinatura de Simon e River era um piano tocando dispersamente com um violino de fundo. Isso fazia um contraste com os instrumentos portáteis de "Serenity": o piano é um instrumento que não pode ser facilmente movido e evoca a imagem da "a casa e da família distantes que ambos anseiam por." As várias assinaturas foram em sua maioria estabelecidas no primeiro Piloto, "Serenity", e ajudaram a melhorar a narrativa.  "Em cada episódio, as músicas intensificavam minha experiência sobre esse inteligente, e impressionante programa. Usando uma combinação de todas essas assinaturas, Greg Edmonson trouxe aspectos da história de Firelfy e dos personagens que nunca eram explicitamente relevadas nos outros elementos da série."

### Achando o elenco

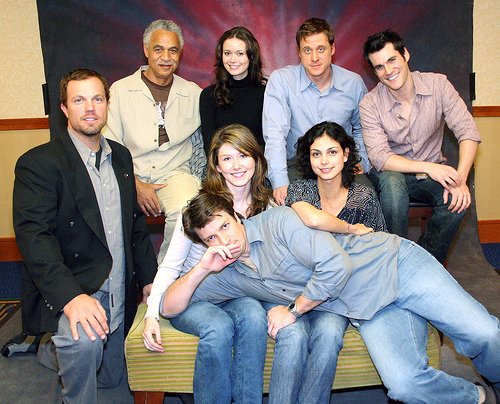
(Da esquerda para a direita de cima para baixo) Adam Baldwin, Ron Glass, Summer Glau, Alan Tudyk, Sean Maher, Jewel Staite, Morena Baccarin, e Nathan Fillion

Na busca pelos nove atores que formariam a tripulação da nave, Whedon inicialmente olhou o ator e sua química com outros. Membro do elenco Sean Maher lembra-se, "Então ele meio que nos colocou todos juntos, e eu acho que foi bem rápido, de supetão, nos conectamos instantaneamente." Os nove membros do elenco foram todos escolhidos antes do início das filmagens. Entretanto, durante a filmagem do piloto original "Serenity", Whedon percebeu que a atriz inicialmente escolhida para interpretar Inara Serra (Rebecca Gayheart) era inadequada para o papel. Devido a isso suas cenas foram filmadas separadamente para que pudessem ser mais facilmente substituídas. Morena Baccarin fez um teste para o papel e dois dias depois estava no cenário de seu primeiro programa de tv."Joss me trouxe da sala de testes como um pai orgulhoso, segurando minha mão e me apresentando," lembra-se Baccarin.
Whedon abordou Nathan Fillion para interpretar o papel principal de Malcolm Reynolds; depois de explicar a premissa do programa e ter mostrado para Fillion um esboço do piloto, ele ficou ansioso pelo papel.
 Fillion foi chamado várias vezes para ler o papel antes de ser escalado para o elenco. Fillion afirmou que "era muito excitante. Era meu primeiro protagonista e eu estava bem nervoso, mas eu realmente queria o papel e eu queria contar essas histórias."
 Fillion disse que ficou de "coração partido" quando soube que a série tinha sido cancelada.
Alan Tudyk fez o teste através de uma agência de testes e vários meses depois foi chamado para uma leitura do papel, onde ele se reuniu com Whedon. Foi dito a ele então para que retornasse para realizar testes com as possíveis Zoes (a esposa do personagem) e que o papel estava entre ele e um outro candidato. Ele não trabalhou bem com as Zoes e foi mandado para casa, mas recebeu um telefonema o informando que ele tinha ganho o papel mesmo assim. A fita do seu teste está incluída nos extras do lançamento da série em DVD.
A atriz veterana em ficção científica Gina Torres (The Matrix Reloaded, Alias, Hercules: The Legendary Journeys) inicialmente não estava interessada em fazer outro programa de ficção científica, mas "foi convencida pela qualidade da fonte do material." Como ele lembrava, "Então, nós tínhamos esse personagens desafiadores habitando um mundo desafiador e isso criava uma excelente narrativa. E sem alienígenas!"
Para Adam Baldwin, que cresceu assistindo filmes de faroeste, o personagem de Jayne Cobb foi um papel particularmente ressonante.
A atriz canadense Jewel Staite vinha atuando desde os nove anos de idade. Ela filmou seu teste em Vancouver e então foi chamada para vir a Los Angeles para conhecer Whedon, onde ela foi selecionada para o papel de Kaylee Frye, a engenheira da nave.
Sean Maher lembra-se de fazer uma leitura para o papel e gostando do personagem de Simon Tam, mas que foi a personalidade e visão de Whedon que "fechou o negocio" para ele. Para o papel da irmã de Simon, Whedon chamou Summer Glau para leitura do papel e um teste no mesmo dia. Glau já havia trabalhado com Whedon em um episódio de Angel ("Waiting in the Wings"). Duas semanas depois, Whedon a ligou para dizer que ela havia ganhado o papel.
O ator de televisão veterano Ron Glass (Barney Miller, All in the Family), disse que antes de Firefly, ele não havia experimentado ou buscado um papel de ficção científica ou western, mas que se apaixonou pelo roteiro do piloto e o personagem de Shepherd Book. Além disso, as próprias crenças religiosas de Glass (ele é budista) deram credibilidade à ambigüidade sobre o credo de Book versus seu conhecimento incomum de atividades ilegais e seu passado misterioso.

### Equipe de produção e escritores
Tim Minear foi selecionado por Whedon para ser o show runner, servindo como o principal escritor e líder da produção. De acordo com Whedon "[Minear] entendia a série tão bem quanto qualquer ser humano, e contribuía tanto para ela que eu pensava que ele sempre foi uma parte disso." A maioria do time de produção foi formado por pessoas com que Whedon havia trabalhado no passado, com a exceção do diretor de fotografia David Boyd, que foi o "grande achado" e que estava "cheio de alegria e energia."
Os escritores foram selecionados depois de entrevistas e amostras de roteiro. Entre os escritores da série estavam José Molina, Ben Edlund, Cheryl Cain, Brett Matthews, Drew Greenberg and Jane Espenson. Espenson escreveu um ensaio sobre o processo de escrever com a Mutant Enemy. Uma reunião é planejada e uma ideia é colocada na mesa, geralmente por Whedon, e os escritores realizam ”brainstorming” para desenvolver o tema central do episódio e o desenvolvimento dos personagens. Depois disso, a equipe se reúne na ante-sala do escritório de Whedon para começar a "quebrar" a história em atos e cenas. O único ausente nessa etapa é o escritor trabalhando no episódio da semana anterior. Para o time, um dos componentes chave para planejar os atos é decidir o momento para sair para os comerciais e garantir o retorno do telespectador."Achar esses momentos na história nos ajuda a dar forma a ela: pense nelas como os alicerces que suportam a estrutura," escreveu Espenson. Por exemplo, em "Shindig", o corte para os comerciais ocorre quando Malcolm Reybolds é gravemente ferido e perdendo um duelo. Como Espenson elabora: "Não termina quando Mal vira a situação da luta a seu favor, quando ele surje vitoriosos sobre seu oponente. Ambos são bons momentos, mas um deles te deixa curioso e o outro não."
Depois disso, os escritores desenvolvem as cenas em um quadro branco, descrevendo uma "breve descrição ordenada de cada cena." Um escritor é selecionado para criar um esboço do conceito do episódio—ocasionalmente com algum diálogo e piadas — em um dia. O esboço é dado ao show runner Tim Minear, que o revisa em um dia. O escritor então usa o esboço revisado para escrever o primeiro rascunho do roteiro enquanto os escritores trabalham no desenvolvimento do próximo. O primeiro roteiro é normalmente submetido para revisão em três a catorze dias; posteriormente, um segundo e algumas vezes um terceiro rascunho é escritos. Depois de todas as revisões serem feitas, o rascunho final seria produzido como o "rascunho a ser filmado".

### Figurino
A figurinista original de Firefly — Jill Ohanneson — trouxe Shawna Trpcic como sua assistente no piloto. Quando o programa começou a ser produzido, Ohanneson estava envolvida em outro trabalho e declinou Firefly, sugerindo Trpcic em seu lugar. As roupas foram principalmente influenciadas pela Segunda Guerra Mundial, a Guerra de Secessão, o Velho Oeste Americano, e o Japão samurai de 1861. Para passar o sentimento de "lar" usando os figurinos, Trpcic usou vermelhos e laranjas fortes para o elenco principal, e contrastou isso com o uso de cinzas e azuis frios para a Aliança. E já que os personagens frequentemente levavam tiros, Trpcic criava seis versões da mesma roupa para tomadas múltiplas.
Para a personagem de River, Trpcic usou mais tons de rubi para destacá-la do resto da tripulação de Serenity. Ela também fez River usar botas, para servir de contraste com os tecidos delicados de suas roupas, "porque é isso o que ela é — ela é delicada, linda, uma garota sensível, mas com um personagem interior pesado," lembrou Trpcic. Trpcic também queria contrastar o personagem de Simon, irmão de River, com o resto da tripulação. Enquanto eles vestiam-se com algodão, Simon usava lã, tecidos duros, seda e cetim. Ele era o "dandy", mas com o progresso do seriado, ele ficou mais casual. Para Keylee, Trpcic estudou sobre a juventude japonesa e chinesa, já que originalmente a personagem era Asiática. Outras inspirações para o figurino de Kaylee vinham de Rosie the Riveter e cartazes comunistas chineses. Trpcic desenhou e criou as roupas para o personagem recorrente Badger, com Joss Whedon em mente, já que ele é que iria interpretar o papel. Quando Mark A. Sheppard interpretou o papel no lugar dele, Mark conseguiu usar as roupas feitas para Whedon. Para a Aliança, além dos cinzas e azuis frios, Trpcic tinha em mente influencia da Alemanha Nazista, mas misturou também com influencias de outras guerras, já que os primeiros esboços pareciam "muito nazistas".

## Enredo

### Antecedentes
Os eventos atuais da série se situam em 2517, em vários planetas e luas. O programa não revela se esses corpos celestiais estão em um único sistema solar, e não explica se o modo de propulsão da ‘’Serenty’’ é mais rápido que a luz, somente que é “’’gravity-drive’’” (impulso gravitacional). O filme ‘’Serenity’’ deixa claro que todos os planetas e luas estão em um único grande sistema, e documentos de produção relacionados ao filme indicam que não existe viagem mais rápida que a luz nesse universo. Os personagens ocasionalmente se referem a “Terra que foi” e no filme, é estabelecido que muito antes dos eventos da série, uma grande população emigrou da Terra para um novo sistema solar em naves geracionais: “Terra que foi não podia mais sustentar nossos números, nós éramos muitos.” Muitos desses planetas foram terraformados, um processo em que planetas ou luas são alterados para se assemelhar a Terra. Entretanto, o processo de terraformação só era o primeiro passo na “construção” de um planeta habitável, e os colonizadores não recebiam muito apoio adicional na construção de suas civilizações. Isso resultava em muitos dos planetas e luas fronteiriças terem ambientes secos e de difícil subsistência, muito similares a ambientações do gênero ‘’Western’’.

### Sinopse
O programa toma seu nome da nave espacial classe Firefly Serenity, nave que os personagens principais chamam de lar. Ela lembra um vaga-lume (firefly) no seu arranjo geral, e a sessão da cauda, análoga ao abdômen insectóide bioluminiscente, que ilumina-se quando a nave está acelerando.
Durante a série é mostrado que a Aliança parece governar o sistema solar através de uma organização de planetas “centrais”, seguindo seu sucesso de forçosamente unificar todas as colônias sobre um único governo. Comentários de áudio no DVD sugerem que dois planetas “centrais” principais abrangem a Aliança, um com cultura predominantemente Western, o outro pan-asiática, justificando a mistura linguística e da temática visual da série. Os planetas centrais estão sobre firme controle da Aliança, mas os planetas e luas fronteiriços lembram o Oeste Americano do século XIX, com pouca autoridade governamental. Colonizadores e refugiados nos planetas fronteiriços (“lá no fundo” ou “indo para o fundo”) têm uma relativa liberdade do governo central, mas não possuem os luxos da civilização tecnologicamente avançada dos mundos centrais. Além disso, as áreas próximas à borda do sistema estão cheias de Reavers, uma raça nômade canibalística.
Nesse universo vivem os protagonistas da história. O capitão da nave é Malcolm “Mal” Reynolds (Nathan Fillion) que junto com sua primeira imediata Zoe Washburne (Gina Torres), como foi estabelecido no epísodio Serenity, foram veteranos “casacos-marrons” da Guerra da Unificação, uma falha tentativa dos planetas fronteiriços de resistir ao controle da Aliança. Em um episódio posterior,  intitulado “Out of Gas,” revela que Mal comprou a nave para poder continuar vivendo além do controle da Aliança. A maior parte do trabalho da tripulação consiste em transporte de carga ou contrabando. Um dos arcos principais da história consiste de River Tam (Summer Glau) e seu irmão Simon (Sean Maher). River foi uma criança prodígio, que teve seu cérebro sujeito a experimentos. Como consequência ela demonstra esquizofrenia e frequentemente escuta vozes. É posteriormente revelado que ela é uma “leitora”, alguém que possuiu habilidades psíquicas. Simon desistiu de uma carreira de sucesso como um cirurgião de traumas para resgatar ela da Aliança e como resultado ambos são criminosos procurados. No piloto original “Serenity,” Simon se junta a tripulação da Serenity como um passageiro pagante com River escondida a bordo como carga. Como Whedon afirma no comentário do DVD, cada programa que ele faz é sobre criar uma família. Até os eventos do último episódio, “Objects in Space,” o personagem desestruturado de River finalmente se torna completo, parcialmente porque os outros decidiram aceitá-la como parte da "família" na nave.

### Elementos únicos do seriado
O programa apresentava uma mistura de elementos dos gêneros western e space opera, mostrando o futuro da humanidade de uma forma diferente do que a maioria dos programas contemporâneos de ficção científica, já que não existem criaturas alienígenas ou batalhas espaciais. Firefly se situa em um futuro multi-cultural, primariamente a fusão das culturas Ocidental e Chinesa, onde existe uma divisão significativa entre os ricos e os pobres. Como um resultado da Aliança Sino-Americana, o Mandarim padrão é uma segunda língua comum; é usada em propagandas, e os personagens na série frequentemente falam palavras e palavrões em chinês. De acordo com o comentário de Áudio do DVD no episódio Serenity, foi explicado que isso era consequência dos Estados Unidos e China serem os dois super-poderes que se expandiram para o espaço.
O programa também apresenta gírias não usadas em culturas contemporâneas, como adaptações de palavras modernas, ou novas palavras (por exemplo, shiny como sinônimo de “legal”). O katakana japonês e um dialeto do velho oeste americano também são empregados. Como um telespectador notou: “O diálogo tende a ser uma bizarra mistura jocosa, dialeto de brochuras do velho oeste à moda antiga, e pedaços de chinês.”
Tim Minear e Joss Whedon apontarem no passado várias cenas que eles acreditam apresentar a aura do programa. Uma cena é no episódio piloto original “Serenity”, quando Mal está comendo com palitinhos e uma caneca de latão western perto de seu prato; a outra é em “The Train Job”, quando Mal é jogado para fora de um bar através de uma janela holográfica. O documentário do “making-of” do DVD revela que o frontispício distintivo da série (quando a Serenity voa por cima de um curral de cavalos sem ferraduras) foi a tentativa de Whedon de capturar “tudo que você precisa entender sobre a série em cinco segundos.”
Uma das disputas que Whedon tinha com a FOX era sobre o tom do seriado, especialmente com o personagem principal Malcolm Reynolds. FOX pressionou Whedon para tornar o personagem mais “alegre”, já que eles temiam que o personagem era muito sombrio no piloto original. Além disso, FOX não ficou muito contente com o fato de que o programa envolvia os zé-ninguéns que “são esmagados pela politica” ao invés dos fomentadores da mesma.
O seriado também mostrava cenas do espaço em que não havia nenhum som, implicitamente observando a falta de transmissão de som no vácuo do espaço. O que era diferente da maioria dos programas de ficção científica que adicionavam sons para efeito dramático ou para aumentar a ação.

## Elenco

### Personagens principais
Firefly mantinha um elenco que interpretavam nove membros da nave Serenity. Essas personagens lutavam contra criminosos e golpistas, forças de segurança da Aliança, os psicóticos e brutais Reavers, e os homens misteriosos conhecidos como hands of blue (mãos azuis) — que são aparentemente agentes de uma agência secreta que é parte de uma mega corporação referida no comentário do DVD somente como The Blue Sun Corporation (A Corporação Sol Azul). A tripulação é impelida pela necessidade de possuir renda suficiente para manter a nave operacional, em contraste com sua necessidade de manter-se “abaixo do radar” para evitar adversários. A situação é mais complicada pelas motivações divergentes dos indivíduos a bordo da nave. A exibição curta da série não permitiu elucidar completamente as inter-relações complexas das personagens e seus contatos externos.
- Malcolm "Mal" Reynolds, interpretado por  Nathan Fillion, é o capitão da Serenity e ex-sargento independente da famosa Batalha do Vale Serenity. Muito pouco é conhecido sobre o enigmático Capitão; o pouco que ele releva sobre seu passado pouco diz sobre a personagem (envolto em mistério). Malcolm revela que ele cresceu em um rancho, e foi criado por sua mãe e os rancheiros. Além disso, as únicas cenas que revelam algo sobre seu passado estão relacionadas com a Guerra da Unificação, em que ele e Zoe lutaram pelo lado dos independentes, ou “casacos marrons” (“browncoats”). Ele é conhecido por frequentemente ir a bares com ideologia unificadora no “dia da unificação” (o aniversário da conclusão da batalha do Vale Serenity) e arruma brigas com os clientes (como no episódio Train Job). A personagem Mal é cheio de contradições. Ele está constantemente lutando contra seus demônios, e seu verdadeiro eu permanece envolto em mistério.
- Zoe Alleyne Washburne, interpretada por  Gina Torres, é o segundo imediato a bordo da Serenity, amiga dos tempos de guerra do Capitão Reynolds, e mulher de Wash. Descrita pelo seu marido como uma “mulher guerreira”, ela tem um grande conhecimento de combate. Seu passado é um mistério; a única coisa que o telespectador tem conhecimento é de que ela serviu na guerra sobre o comando de Mal. Ela demonstra uma lealdade quase incondicional a Mal, sendo a única exceção seu casamento com Wash, que aparentemente o capitão tentou evitar.
- Hoban "Wash" Washburne, interpretado por  Alan Tudyk, é o piloto da Serenity e o marido de Zoe. Ele expressa inveja sobre a relação de “amigos de guerra” e apoio incondicional de sua mulher com o capitão, mais particularmente no episódio “War Stories”, onde ele se recusa a deixar Zoe sair em uma missão. Tomando o lugar dela, ele arrepende-se quando ele e o capitão são capturados e torturados por Adelai Niska, um “rei do crime” que eles haviam previamente encontrado no início da temporada. Ele tem o passado mais bem explorado dos personagens, embora relativamente muito pouco. Ele decidiu entrar no treinamento de piloto só para ver as estrelas, que eram invisíveis da superfície do seu planeta natal poluído, e se juntou a Serenity apesar de ser altamente procurado por outras naves.
- Inara Serra, interpretada por Morena Baccarin (atriz brasileira), é uma companheira, que é o equivalente no século XXVI a cortesã. Da mesma forma que contrapartes renascentistas, Inara aprecia o luxo do alto status social. Sua presença na verdade adiciona um grau de legitimação e aceitação social que a tripulação da Serenity não apreciaria sem ela a bordo. Ela e Mal tem uma relação complexa e travada, com a tensão romântica silenciosa realizando uma parte significante em vários episódios. Inara metaforicamente representa o coração de Mal, e Mal evidentemente se torna um personagem menos alegre e mais duro quando Inara está ausente (como durante a primeira parte de Serenity). Ela aluga uma das naves auxiliares da nave.
- Jayne Cobb, interpretado por Adam Baldwin, é a força bruta contratada da nave. Ele se uniu a tripulação como mercenário: Mal o ofereceu uma parte maior dos assaltos e seu próprio quarto na nave, onde Jayne concordou e atirou em seus parceiros anteriores. Ele frequentemente é o “primeiro na frente de combate” nos trabalhos, e é uma pessoa em que se pode confiar quandoando uma briga surge.[44] Ele tende a agir como um palerma que se acha o cara mais esperto do espaço, mas ocasionalmentá da pistas de uma ponta de inteligência por trás de sua fachada, dando a impressão de que ele age macomo is burro do que aparante ser.[8] Como Whedon afirma várias vezes, Jayne é o cara que irá fazer perguntas que mais ninguém quer perguntar.[45] Jayne revela um código de ética ambíguo, estando preparado para trair por lucro aqueles que confiam nele, e também se sentir aparentemente envergonhado por tal impulso.
- Kaywinnit Lee "Kaylee" Frye, interpretada por  Jewel Staite, é a mecânica da nave. No espisodio “Out of Gas”, é estabelecido que ela não tem treinamento formal, mas mantém a Serenity funcionando com dom intuitivo sobre como os equipamentos mecânicos funcionam. Uma mulher doce e de espírito livre, Kaylee tem um interesse romântico pelo Dr. Simon Tam. A personagem Kaylee é a alma da nave: de acordo com o criador da série Joss Whedon, se Kaylee acredita em alguma coisa, então é verdade.[8] Os efeitos da personalidade de Kaylee na nave são óbvios, das decorações florais pintadas na área de alimentação a sua placa personalizada do lado de fora do seu quarto. Kaylee frequentemente age como uma irmã adotiva em relação a Mal, e metaforicamente representa sua consciência.
- Dr. Simon Tam, interpretado por  Sean Maher, é um pesquisador médico e cirurgião de trauma de primeiro calibre (primeiros 3% de sua classe em uma instituição importante em um planeta central), que está fugindo após ter libertado sua irmã de um laboratório de pesquisa do governo. Suas tentativas desajeitadas para iniciar uma relação com Kaylee são uma subtrama recorrente ao longo da série, e a cada passo ele parece encontrar um jeito de estragar (sem intenção) suas próprias investidas românticas. Sua vida é definida pela assistência que dá a sua irmã.[8]
- River Tam, interpretada por  Summer Glau, foi contrabandeado a bordo da nave por seu irmão. River foi uma criança prodígio com uma genialidade sem paralelos, mas ela foi a cobaia de experimentos nas mãos dos doutores da Aliança, a deixando desiludida, errática, e algumas vezes violenta. Sua jornada pessoal pela auto-descoberta e um tema recorrente ao longo da série e do filme. River está em constante guerra com seus próprios demônios. Ela vê e escuta coisas que outros não percebem, e experiência sonhos acordados de suas memórias dos experimentos da “Academia” da Aliança. Opiniões sobre ela variavam dentre os membros da tripulação: alguns a valorizavam, Jayne tinha medo dela, e o resto só a queria longe de problemas.
- Derrial Book, interpretado por Ron Glass, é um pastor (equivalente a um padre, ministro, guia espiritual). No episódio “Safe”, é revelado que ele tem status de alta prioridade na Aliança por razões desconhecidas. Ao longo da série, ele demonstra um profundo e peculiar conhecimento sobre armas de fogo e atividades criminais, como um campo eletromagnético (“rede”) que desativa naves e as deixa vulnerável no espaço no episódio “Our Mrs. Reynolds”. E embora ele seja apresentado como um homem religioso devotado, ele é muito eficiente em combate corpo a corpo e no manuseio de armas, em certo ponto dando um tiro no joelho de alguém segurando seu rifle em uma mão (durante a tentativa de resgate na estação especial Niska Skyplex). Ele também tem um conhecimento profundo do submundo criminoso. No episódio “Objects in Space”, um caçador de recompensa chamado Jubal Early se refere a Book com o comentário “esse homem não é um Pastor”, jogando dúvida adicional sobre o passado de Book.

Todos os nove personagens aparecem em cada episódio, com uma exceção: Book não aparece em “Ariel”, sua ausência explicada pelo fato dele estar meditando em um mosteiro.
Três membros do elenco de Firefly apareceram em outros seriados televisivos de Joss Whedon como vilões. Fillon interpretou Caleb na última temporada de Buffy: A Caça Vampiros, enquanto Torres e Baldwin tiveram papéis recorrentes em Angel em suas quarta e quinta temporada respectivamente (personagens Jasmine e Marcus Hamilton). Bacarrin foi originalmente chamada para interpretar Eve na temporada final de Angel, mas no final não foi possível a se comprometer com o papel. Ela, entretanto, tinha um papel recorrente como Adria na temporada final de Stargate SG-1. Summer Glau havia aparecido na terceira temporada de Angel, no episódio “Waiting in the Wings” antes de ser chamada para Firefly. Além disso, Jewel Staite apareceu em vários episódios do seriado produzido por Tim Minear, Wonderfalls.
Concidentemente, muitos dos membros do elenco também estavam envolvidos como dubladores na série animada Justice League Unlimited, incluindo Filliom, Baldwin, Baccarin e Torres.

### Personagens recorrentes
Apesar da curta exibição da série, alguns personagens recorrentes emergiram dos habitantes do universo de Firefly:
- Badger, interpretado por Mark Sheppard, é um intermediário contrabandista de relativo renome no planeta Persephone. Ele forneceu trabalhos para a Serenity em pelo menos duas ocasiões. No comentário de áudio do DVD no episódio piloto original “Serenity”, foi revelado que esse papel tinha sido escrito com a intenção inicial do próprio Joss Whedon de interpreta-lo. Badger apareceu no piloto original “Serenity” e em “Shindig”, com um retorno na série limitada Serenity: Those Left Behind.
- Adelai Niska, interpretado por Michael Fairman, é um rei do crime que tem uma reputação por represálias violentas, incluindo severas e prolongadas torturas, contra aqueles que falham ou o enganam. Ele apareceu em “The Train Job” e em “War Stories”
- Saffron, interpretada por Christina Hendricks, é uma golpista com nome original desconhecido. Na série ela também usa outros nomes, “Bridget” e “Yolanda”, fazendo com que Mal jocosamente se referisse a ela com o composto “YoSaffBridge” no episódio "Trash". Ela tem o hábito de casar com suas vítimas para poder lhes aplicar seus golpes. Sua primeira aparição é no episódio “Our Mrs. Reynolds”.
- "The Hands of Blue" (Os Mãos Azuis ou Mãos de Azul): dois homens anônimos usando paletós e luvas azuis e que perseguem River, aparentemente para retorna-la ao instituto que ela escapou, como mostrando em “The Train Job” e na série limitada Serenity: Those Left Behind. Eles matam qualquer um, incluindo funcionários da Aliança, que entram em contato com ela, usando um misterioso aparelho portátil que causa uma hemorragia cerebral em qualquer um nas proximidades, exceto neles.

## Recepção

### Crítica
No dia de sua estréia, o Boston Globe publicou uma história sobre o programa que era positivo, afirmando que Firefly "...é uma bagunça - uma maravilhosa, imaginativa bagunça cheia de possibilidades. Sobre uma família disfuncional de cowboys espaciais, a série de ficção cientifica chega ainda não completamente formada, como uma foto elaborada que ainda está clareando em fluido de revelação. Enquanto muitos programas irrompem em cena com pilotos descolados e rapidamente deterioram para mediocridade, eu penso que Firefly está no rumo oposto da jornada criativa. Entretanto, Tim Goodman do San Franscisco Chronicle o criticou negativamente. Ele sentiu que a mistura dos gêneros western e ficção cientifica era uma "mistura forçada de dois gêneros assustadoramente diferentes só pela áurea de ser diferente."
 Ele resumiu sua crítica com essa afirmação:" Chamar Firefly de um vasto desapontamento é um eufemismo. “Whedon já provou ser capaz de coisas brilhantes, mas isso é somente uma insensatez.” Outros críticos pareceram repudiar o programa após assistir dos dois primeiros episódios, "The Train Job" e "Bushwhacked". Em sua crítica de 2 de outubro de 2002, Salon.com afirmou:
| “ | ...os personagens relativísticos de Whedon parecem um pouco perdidos. Reconhecidamente, esse é o ponto, mas o programa não apresenta aquele tipo de tensão psicológica que faz "Buffy" estourar. E mesmo com tudo que os gêneros de western e space opera têm em comum, Firefly provavelmente poderia ter sido feito sem o trilha sonora western e a vaga atmosfera "Bonanza". E não é só porque a metáfora do "espaço como o Velho Oeste" é de alguma forma redundante, mas que nenhum dos gêneros conecta a série ao presente. | ” |

A crítica concedeu, entretanto, que somente com dois episódios, era justo dar o benefício da dúvida e que a incapacidade de ressoar com os telespectadores poderia ser o erro da FOX de não exibir o piloto original. Na época em que o programa foi cancelado, entretanto, episódios subseqüentes haviam atraído mais críticas favoráveis:
| “ | Firefly é absolutamente um programa brilhante, talvez o melhor seriado de ficção cientifica atualmente — e certamente o programa com o maior potencial para esplendor. Nas semanas desde os episódios de abertura da semana, a série exibiu uma série de 7 episódios fortes que seriam a inveja de qualquer programa de TV no ar atualmente | ” |

Quando o DVD foi lançado na época de Natal no ano seguinte, O The New York Times disse isso:
| “ | o programa apresentava uma mistura de gêneros excêntrica que pode ter condenado o seriado desde seu início: era uma ficção cientifica western como um pouco de comedia e drama voltada para o desenvolvimento das personagens e com características existenciais, uma venda difícil durante uma temporada dominada por "Joe Millionaire" | ” |

Outro crítico comentou:
| “ | Apesar de sua breve exibição, "Whedoncolotras" o abraçaram e lutaram para mente-lo no ar. Após assistir o box set do DVD, ficou fácil ver o por que. Todas as características d Whedon se encontram lá: os diálogos engenhosos, as premissas peculiares e a exploração obscura da falácia humana que fizeram “Buffy” brilhantemente encontraram seu caminho dentro desse drama espacial | ” |

### Status cult
Em 2005, o website da  revista New Scientist realizou uma pesquisa na internet para encontrar “A melhor ficção cientifica espacial do mundo de todos os tempos”. Firefly ficou em primeiro lugar, seguida de seu filme Serenity. Também, até maio de 2007 é a série mais bem classificada te todos os tempos de acordo com uma pesquisa on-line realizada pelo site tv.com.
Em 9 de maio de 2006, os episódios de Firefly foram adicionados a iTunes Store para download como parte dos Clássicos da FOX Television junto com Buffy: A Caça Vampiros e Perdidos no Espaço. Os episódios estavam listados inicialmente na ordem em que a emissora FOX os havia exibido, mas devido a comentários de fãs no iTunes Store, os episódios foram listados na ordem originalmente pretendida por Whedon.
Brad Wrigt, co-criador de Stargate SG-1 afirmou que o episódio 200, o 200º episódio de SG-1, é “Um pequeno beijo para Serenity e Firefly, que foi possivelmente uma das melhores séries canceladas da história.” No episódio, “Martin Lloyd foi ao S.G.C. porque apesar de seu programa “Wormhole X-Treme!” tivesse sido cancelado após a exibição de três episódios, foi tão bem nas vendas de DVD que eles iam fazer um filme.”[carece de fontes?]
O filme que seguiu a série, Serenity, foi votado como o melhor filme de ficção científica de todo os tempos em uma pesquisa da SFX maganize realizada com 3,000 fãs.

### Fãs
O programa gerou uma considerável base de fãs durante seu curto período de exibição. Os fãs originais, auto intitulados "browncoats" (casacos marrons), inicialmente organizaram-se para tentar salvar a série de ser cancelada pela FOX. Seus esforços incluíram o arregimento de dinheiro para colocar um anúncio publicitário na Variety magazine (Revista Variedade) e uma campanha para escrever cartões postais para UPN. Apesar de não terem conseguido encontrar outra emissora para a série, o apoio ao programa levou ao lançamento da série em DVD em dezembro de 2003. Eventualmente, interesse suficiente foi mostrado para convencer a Universal Studios a produzir um filme baseado na série, Serenity. Inúmeras pré-estréias foram realizadas para os fãs em uma tentativa de aumentar o boca a boca e elevar as vendas de bilhetes quando o filme estreasse.
Em 23 de junho de 2006 fãs organizaram exibições de Serenity para caridade em 47 cidades ao redor do mundo, a empreitada denominada "Can´t Stop the Serenity" (Não Pode Parar a Serenity) ou CSTS, uma homenagem ao ‘’tagline’’ do filme, "Can´t stop the signal" (Não pode parar o sinal). O evento juntou aproximadamente 65,000 para a Equality Now. Outra campanha, em 23 de junho de 2006 referido como Dia da Serenity, onde fãs compraram—e convenceram outros a comprar — cópias dos DVDs de Serenity e Firefly na esperança de convencer a Universal que criar uma seqüência seria uma boa decisão de negócios. Nesse dia, Serenity e Firefly foram classificadas no segundo e terceiro lugar, respectivamente, na Lista de Melhores Vendas de DVD. A data para as duas campanhas foi escolhida em homenagem ao aniversário do criador da série, Joss Whedon.
Em julho de 2006, foi lançado um documentário feito por um fã, intitulado, Done the Impossible (Fazer o Impossível), e está disponível comercialmente. O documentário mostra a história de vários fãs e como o programa afetou sua vidas, e também apresenta entrevistas com Whedon e vários membros do elenco da série. Uma porcentagem das vendas do DVD foi doada para a organização de caridade favorita de Whedon, Equality Now.
O astronauta da NASA e browncoat Steven Swanson levou dos DVDs de Firefly e Serenity com ele para a missão  STS-117 do Ônibus Espacial Altantis, que foi lançado numa quinta feira, 8 de junho de 2007. O DVD reside permanentemente na Estação Espacial Internacional como uma forma de entretenimento para a tripulação da nave.

### Prêmios
Firefly ganhou os seguintes prêmios:
- Prêmios Emmy: Efeitos Visuais Especiais Extraordinários para uma Série, 2003.
- Sociedade de Efeitos Visuais: Melhores efeitos visuais em uma série televisiva, 2003 (episódio “Serenity”).
- Prêmio Saturno: Cinescape Genre Face of the Future Award, Homem, 2003 (Nathan Fillion)
- Prêmio Saturno: Prêmio Saturno para melhor lançamento de DVD (televisão), 2004.
- Prêmios Gênero SyFy: Melhor ator/ Televisão, Nathan Fillion, 2006.[56]
- Prêmios Gênero SyFy: Melhor ator coadjuvante/Televisão, Adam Baldwin, 2006.
- Prêmios Gênero SyFy: Melhor participação especial/Televisão, Christina Hendricks em “Trash”, 2006.
- Prêmios Gênero SyFy: Melhor episódio/Televisão “Trash”, 2006.
- Prêmios Gênero SyFy: Melhor série/Televisão, 2006

A série também foi nomeada para vários prêmios:
- Sociedade de Efeitos Visuais: Melhor composição em um programa televisivo, vídeo musical, ou comercial, 2003.
- Editores de Som de Filmes, EUA, Motion Picture Sound Editors, USA, "Prêmio Golden Reel": Melhor edição de some m formato longo de televisão: efeitos de som/ ‘’foley’’, 2003.
- Prêmio Hugo: Melhor apresentação dramática, formato curto, 2003 (episódio “Serenity”).
- Prêmio Hugo: Melhor apresentação dramática, formato curto, 2004 ( episódios “Hear of Gold” e “The Message”, que na época do prêmio não haviam sido exibidos nos Estados Unidos.
- Prêmio Satélite Dourado: Melhor Extra de DVD, 2004.

## História de exibição
Firefly consiste de treze episódios de uma hora e um episódio piloto de duas horas. O programa foi lançado originalmente na FOX em 2002, embora a emissora tenha exibido os episódios fora da ordem pretendida e não tenha exibido três dos catorze episódios produzidos.
Apesar de Whedon ter planejado uma duração de sete anos para o programa, e do considerável número de fãs leais à série durante a exibição original, a baixa audiência resultou no cancelamento do programa pela FOX em dezembro de 2002 após somente onze episódios lançados nos Estados Unidos e no Canadá. Antes do cancelamento, alguns fãs, preocupados com a baixa audiência, formaram a Campanha de Assistência Imediata Firefly, com o objetivo de apoiar a produção do seriado mandando cartões postais para a FOX. Após o cancelamento, a campanha trabalhou para conseguir outra emissora (como a UPN) para continuar a série. A campanha não obteve êxito em assegurar a continuação do seriado.
O "Clube A.V. Onion" citou várias ações realizadas pela FOX que contribuíram para o fracasso do programa, mais notavelmente o fato de que a emissora exibiu os episódios fora da ordem cronológica, tornando a trama difícil de ser entendida. Por exemplo, o episódio de duas horas "Serenity", seria originalmente o episódio piloto, e consequentemente continha mais da introdução dos personagens e suas histórias. Entretanto, FOX decidiu que “Serenity” não era apropriado para abrir a série, e o episódio, “The Train Job”, foi criado especificamente para funcionar como um novo piloto. Além disso, Firefly foi promovido como um programa de ação/comédia ao invés da temática mais séria do estudo dos personagens, e a revista Variety destacou a decisão da FOX de ocasionalmente substituir o seriado por eventos esportivos.
Um box set contendo os catorze episódios completos (incluindo aqueles que não haviam sido exibidos nos Estados Unidos), foi lançado em DVD região 1 em 9 de dezembro de 2003, em região 2 em 19 de abril de 2004 e em região 4 em 2 de agosto de 2004. O box apresenta os episódios na ordem em que os produtores pretendiam que fossem exibidos, também como sete comentários de episódios, filmagens dos bastidores e outros extras. Os DVDs mostraram os episódios como eles foram filmados (em 16:9 widescreen), com transferência anamórfica e áudio Dolby Surrond. Desde setembro de 2005, 500.000 cópias foram vendidas, sendo um dos destaques de vendas na Amazon.com por meses. Na Amazon.com os DVDs apresentavam  uma classificação média diária entre 1º e 75º lugar em 2003, 22º e 397º em 2004, 2º e 232º em 2005, e 2º e 31º em 2006, desde 27 de junho de 2006.
A FOX recentemente remasterizou a série completa em 1080i Alta definição para exibição em UHD.
| Episódios (Na ordem de exibição) | Episódios (Na ordem pretendida) |
| 1. "The Train Job" 2. "Bushwhacked" 3. "Our Mrs. Reynolds" 4. "Jaynestown" 5. "Out of Gas" 6. "Shindig" 7. "Safe" 8. "Ariel" 9. "War Stories" 10. "Objects in Space" 11. "Serenity" 12. "Trash" (não exibido nos EUA) 13. "The Message" (não exibido nos EUA) 14. "Heart of Gold" (não exibido nos EUA) | 1. "Serenity" 2. "The Train Job" 3. "Bushwhacked" 4. "Shindig" 5. "Safe" 6. "Our Mrs. Reynolds" 7. "Jaynestown" 8. "Out of Gas" 9. "Ariel" 10. "War Stories" 11. "Trash" 12. "The Message" 13. "Heart of Gold" 14. "Objects in Space" |

## Spin-offs

### Longa metragem Serenity - A Luta Pelo Amanhã
Quando as tentativas para conseguir que outra emissora continuasse o programa falharam, criador Joss Whedon decidiu vender o conceito da série como um filme. Através de uma conexão, ele foi apresentado a Mary Parent que estava na Universal Pictures, que imediatamente assinou um contrato com Whedon após assistir os episódios em DVD. Em junho de 2003, atores Nathan Fillion e Adam Baldwin confirmaram isso no fórum Firefly oficial, e Whedon também em várias entrevistas. Serenity foi lançado na Austrália em 29 de setembro de 2005, nos Estados Unidos e no Canadá em 30 de setembro de 2005, e no Reino Unido e na Irlanda semanas depois. O filme recebeu em média críticas positiva e estreou em segundo lugar, ganhando $10,1 milhões na primeira semana, e permanecendo duas semanas no Top 10, e totalizando na bilheteria americana um lucro bruto de $25,5 milhões e um lucro bruto de $13,3 milhões nas bilheterias de outros países. Serenity ganhou os prêmios de Filme do Ano do programa de televisão da BBC The Film programme e do FilmFocus. Também ganhou os prêmios de melhor Filme de Ficção Científica, Melhor História e Melhor Trailer e foi candidato ao prêmio de Melhor Filme no Geral. Também ganhou o prêmio de Melhor Script em 2005 do Prêmio Nebula, o prêmio de Melhor Filme de Ficção Científica em 2005 na sétima edição do "User Tomato Awards" do site Rotten Tomatoes, o prêmio da escolha do público de filme favorito em 2006 no Spacey Awards, e o prêmio de Melhor Apresentação Dramática, Formato Longo em 2006 no Prêmio Hugo e o Prometheus Special Award em 2006.
Como uma forma de marketing viral para o filme, Whedon lançou as R. Tam seessions (Sessões de R.Tam), que se passam antes da série de televisão. Eles foram lançados não oficialmente por Whedon pela internet de 16 de agosto de 2005 a 5 de setembro de 2005.
Em uma pré-estréia do filme, Whedon indicou que iria considerar reviver a série se outra emissora comprasse os direitos de transmissão da FOX já que ele não irá trabalhar com a FOX novamente.
A história do filme se passa dois meses depois dos eventos do último episódio e se foca nas tramas da personagem River e seu envolvimento com a Aliança e com Mal. Como Whedon afirmou, o filme é a história de Mal contada por River.

### História em quadrinhos
Uma minissérie de história em quadrinhos em três edições intitulada Serenity: Those Left Behind (Serenity: Aqueles deixados para trás) foi escrita por Joss Whedon e Brett Matthews, ilustrada por Will Conrad e Laura Martin, e publicada pela Dark Horse Comics. Ela serve como uma ponte entre o episódio final da série ("Objects in Space") e o filme Serenity. Cada edição apresentava três capas diferentes, mostrando um dos nove personagens principais. Por sua vez, cada versão tinha um ilustrador diferente, incluindo Joe Quesada, Bryan Hitch, Tim Bradstreet, John Cassaday e Jo Chen. A primeira edição foi publicada em julho de 2005, e a última em setembro do mesmo ano. A história se foca na tripulação da Serenity realizando um trabalho de salvamento proposto por Badger seguindo um roubo que saiu errado em um planeta atrasado do sistema, e a perseguição de River pelos "Hands of Blue". A história é considerada parte do cânon de Firefly e conecta o programa de TV com o filme. Os quadrinhos esgotaram-se rapidamente e tanto as edições número 1 e 2 foram para segunda impressão. Uma compilação da minissérie foi lançada em "trade paperback" em janeiro de 2006.
Em 2008, foi lançada a série Serenity: Better Days, escrita por Joss Whedon e Brett Matthews com arte de Will Conrad e Adam Hughes em 2010, o one-shot The Shepherd's Tale, escrita por Joss Whedon e o irmão Zack Whedon com arte de Chris Samnee.

### Roleplaying game
Um RPG intitulado Serenity, publicado pela Margaret Weis Productions, Ltd, foi lançado em 2005. A primeira aventura, Out in the Black (literalmente "Lá fora no Preto") de Laura e Tracy Hickman, foi lançado em 15 de março de 2006.

### Livros
Seguindo o lançamento do longa-metragem Serenity e sua subseqüente novelização, uma série de histórias originais baseadas no universo Firefly/Serenity foram planejadas e negociadas pela Pocket Books, que também publicou a romantização de Serenity. Entretanto, embora a Pocket tenha comissionado várias propostas de uma variedade de autores (entre eles Keith R.A. DeCandido, Jamie Chambers & Margaret Weis, e Steven Brust), elas nunca tomaram forma, e depois de mais de um ano de espera, Pocket cancelou o contrato. Mesmo assim, Brust tem feito leituras de seu manuscrito em várias convenções desde novembro de 2005. Ele também afirmou, em 8 de abril de 2007, o seguinte em seu LiveJournal:
| “ | Em outras notícias, estou terminando uma última polida em um romance sobre Firefly, que depois disso será enviada ao meu agente, e, previsivelmente, algum tempo depois disso eu pensarei em uma forma de publicá-la como um fanfic. Aqueles que sabem, segurem suas informações por um tempo | ” |
|   | — Steven Brust. |   |

De acordo com Amazon.com, DeCandido estava se preparando para escrever um romance de 204 páginas intitulada Mirror Image (Imagem Especular ou Imagem Espelho ), que se passaria no universo ficcional de Firefly, e teria um suposto lançamento em 1 de julho de 2009.
Entretanto, DeCandido negou essas informações em duas entrevistas.
Um livro de não-ficção sobre a série, Finding Serenity: Anti-Heroes, Lost Shepherds and Space Hookers in Joss Whedon's Firefly (Encontrando Serenity: AntiHeróis, Pastores Perdidos e Prostitutas Espaciais no Firefly de Joss Whedon ), foi editado por Ane Espenson com Glenn Yeffeth, e foi publicado em paperback em 1 de abril de 2005. A coleção de ensaios no livro analisa os vários temas e ideias de Firefly. Outro livro de ensaios já foi proposto; entretanto, esses seriam ensaios acadêmicos sobre Firefly e Serenity.
 Nenhuma editora em particular foi declarada para o livro em questão. Como uma seqüência para o livro Serenity: The Official Visual Companion (Serenity: O Companheiro Visual Oficial) , Joss Whedon e a maioria dos membros do elenco e da produção da série foram entrevistados para o segundo volume Firefly: The Official Companion (Firefly: O Companheiro Oficial). Ambos os volumes foram publicados. Eles contêm muitas fotos antigas que não haviam sido publicadas, junto com os scripts de filmagem de cada episódio.

### Jogo de computador
Em 7 de dezembro de 2006, "The Multiverse Network" anunciou que havia obtido os direitos sobre a série da "Twentieth Century Fox para produzir" um massively multiplayer online game baseado no programa, que atualmente está planejado para lançamento em 2008.